# Embalse de Samarra
El embalse de Samarra (en árabe: سد سامَرّاء‎), también Embalse de Tharthar (en árabe: سد الثَرثار‎) es un embalse formado por una presa en el rio Tigris, al norte de Bagdad, en Irak. El principal propósito de la presa es controlar las inundaciones desviando las crecidas del río Tigris hacia el lago Tharthar, además de servir para el regadío y producir electricidad mediante una central hidroeléctrica de 84 MW.
La presa fue realizada en 1956 por la empresa alemana Züblin. La estación eléctrica fue encargada en 1972. El embalse posee 17 compuertas con una capacidad de 7.000 m³/s, mientras que el regulador Tharthar puede desviar hasta 9.000 m³/s en un canal con 36 compuertas. El embalse tiene una capacidad de 150 millones de m³, pero gran parte se ha llenado con sedimentos.
La intención era usar el agua almacenada en el embalse de Samarra y en el embalse de Ramadi para el regadío. Sin embargo, la evaporación del lago Habbaniyah y el lago Tharthar redujo la cantidad de agua almacenada y elevó la salinidad hasta un punto inservible para el riego.
En abril de 2015, el embalse o lago Tharthar fue capturado por el Estado Islámico tras varios días de lucha que dejaron 120 soldados iraquíes y un general muertos. El grupo yihadista también tomó un campamento militar durante la batalla.